# Lista de países por produção de bauxita
Esta é uma lista de países por produção de bauxita de 2007, baseada principalmente nos dados do Serviço Geológico Britânico de setembro de 2010.

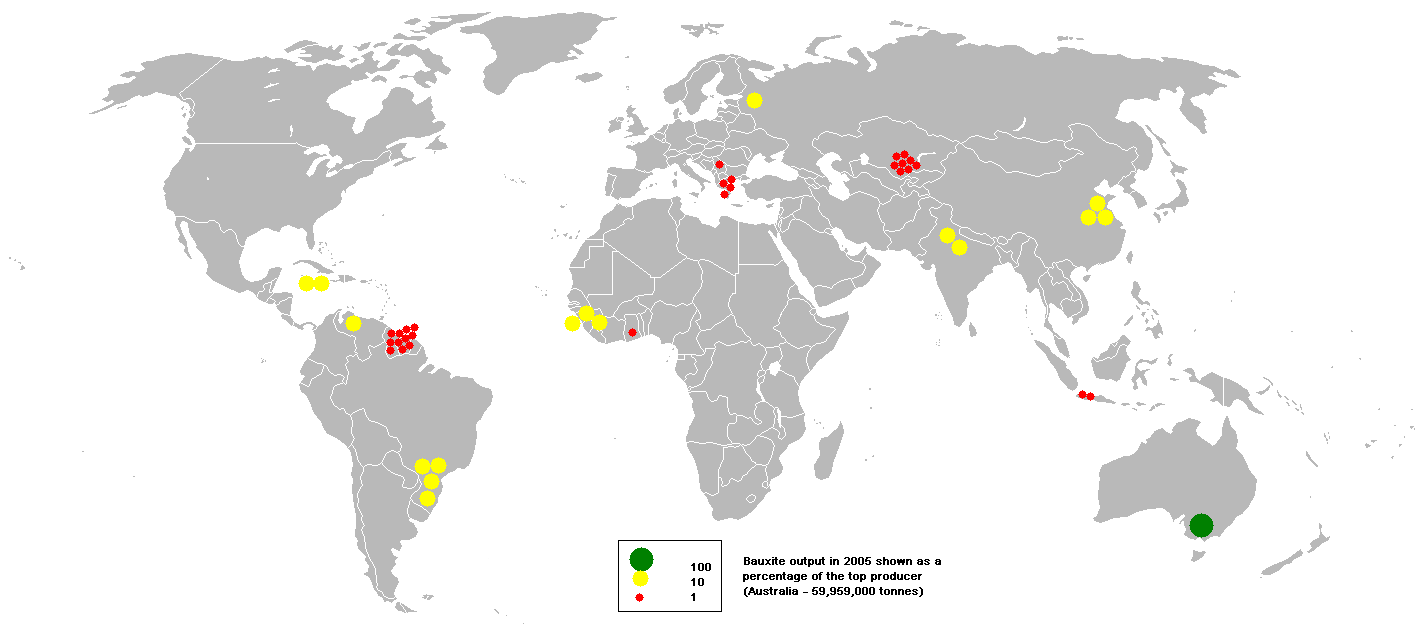
Produção de Bauxita de 2005

| Rank | País/Região          | Produção de Bauxita (Toneladas)) |
| ---- | -------------------- | -------------------------------- |
| -    | Mundo                | 213,000,000                      |
| 1    | Austrália            | 62,428,000                       |
| 2    | Brasil               | 25,460,700                       |
| 3    | Índia                | 22,999,000                       |
| 4    | China                | 21,600,000                       |
| 4    | Guiné                | 18,519,010                       |
| 5    | Indonésia            | 16,000,000                       |
| 6    | Jamaica              | 14,567,738                       |
| 8    | Rússia               | 6,053,900                        |
| 9    | Suriname             | 5,273,195                        |
| 10   | Venezuela            | 5,000,000                        |
| 11   | Cazaquistão          | 4,962,600                        |
| 12   | Guiana               | 2,248,928                        |
| 13   | Grécia               | 2,220,000                        |
| 14   | Serra Leoa           | 1,169,036                        |
| 15   | Gana                 | 1,033,368                        |
| 16   | Turquia              | 863,404                          |
| 17   | Bósnia e Herzegovina | 800,546                          |
| 18   | Montenegro           | 667,053                          |
| 19   | Hungria              | 515,061                          |
| 20   | Irão                 | 500,000                          |
| 21   | França               | 160,000                          |
| 22   | Malásia              | 156,785                          |
| 23   | Estados Unidos       | 128,742                          |
| 24   | Vietname             | 80,000                           |
| 25   | Paquistão            | 18,082                           |
| 26   | Moçambique           | 11,800                           |
| 27   | Tanzânia             | 5,003                            |

## Ligações Externas
- Lista completa do Serviço Geológico Britânico